# Citroën C-Elysée
Citroën C-Elysée – samochód osobowy klasy kompaktowej produkowany pod francuską marką Citroën od 2002 roku.

## Pierwsza generacja

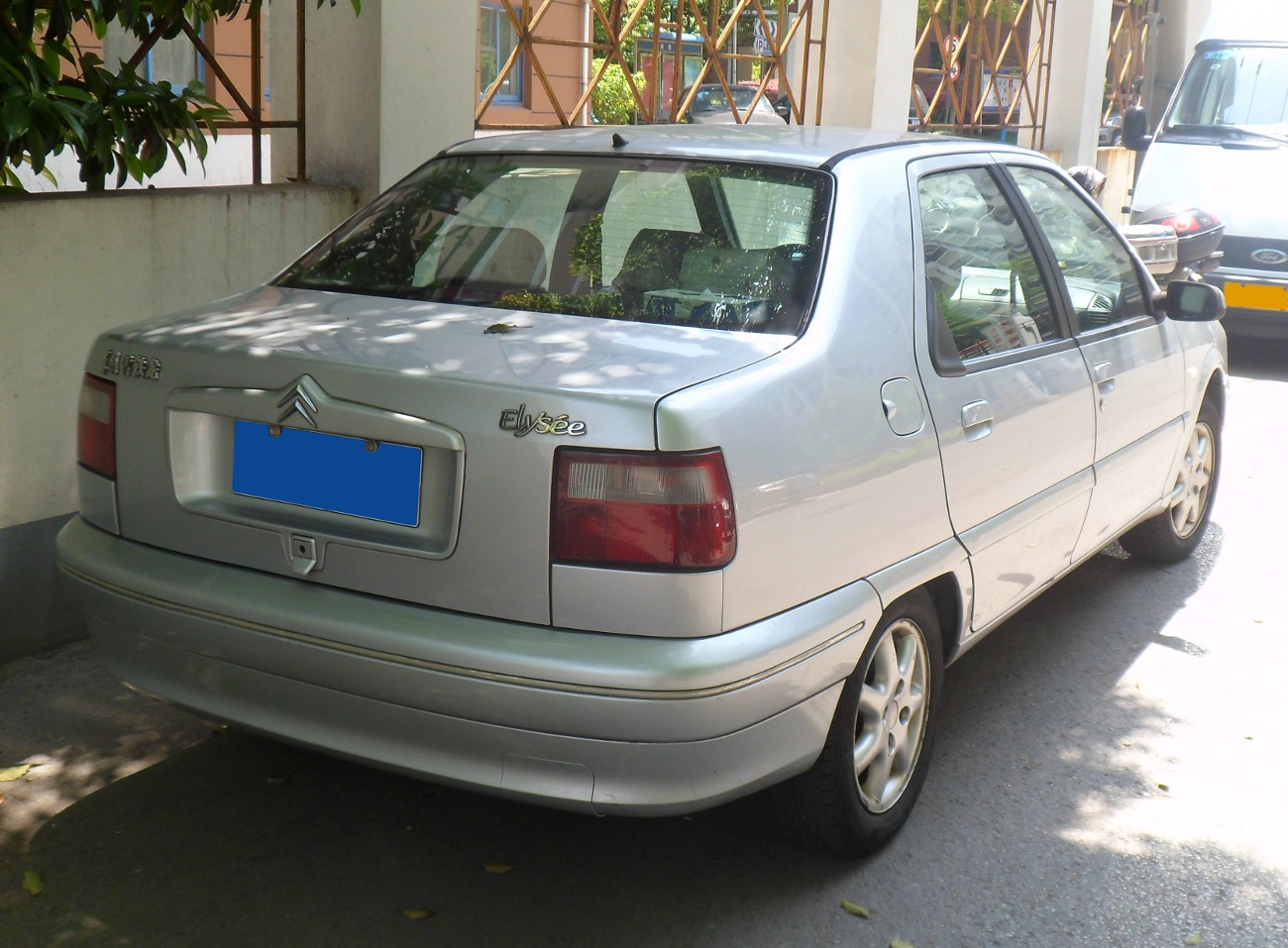
Citroën Elysée - tył

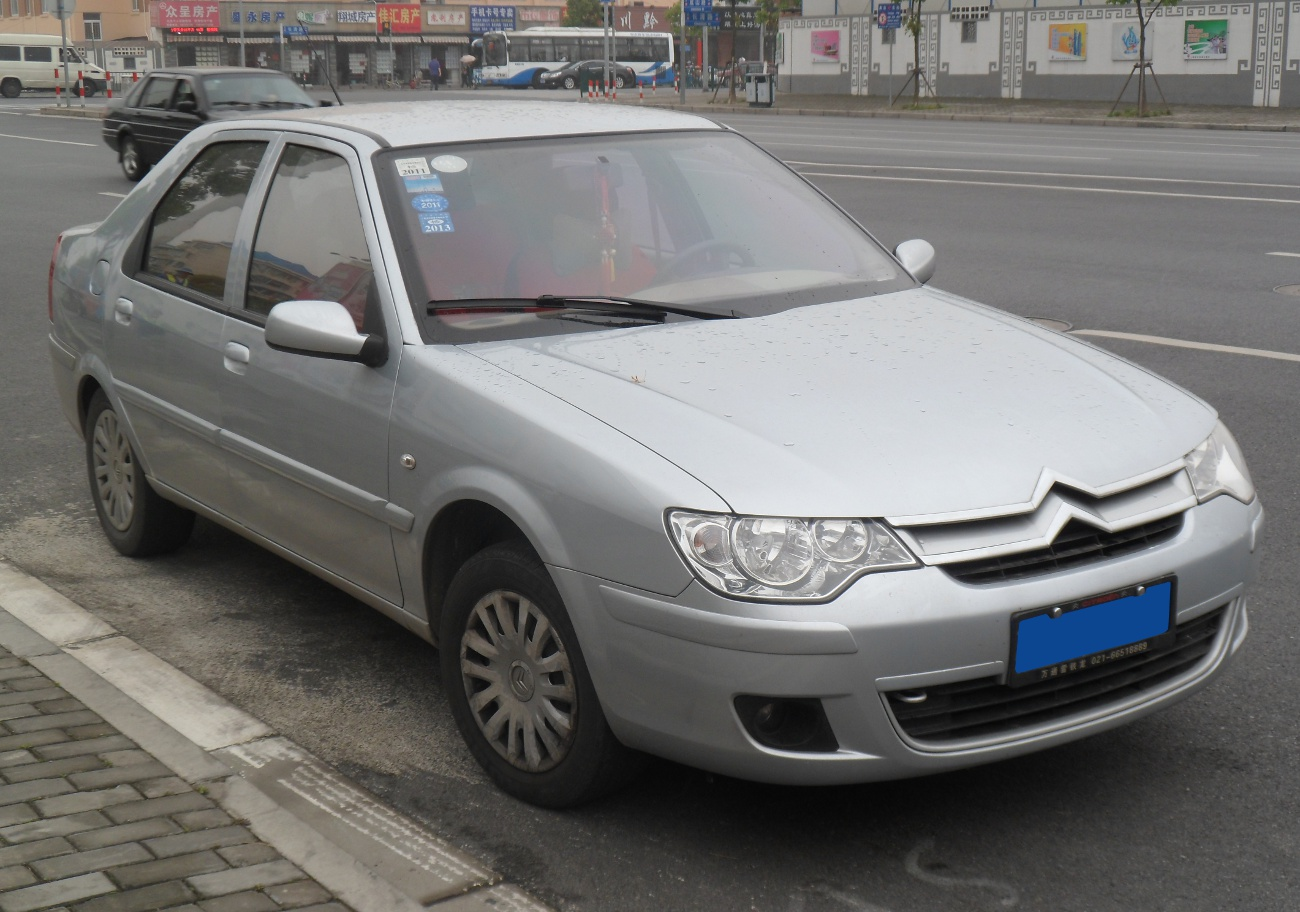
Citroën C-Elysée po liftingu

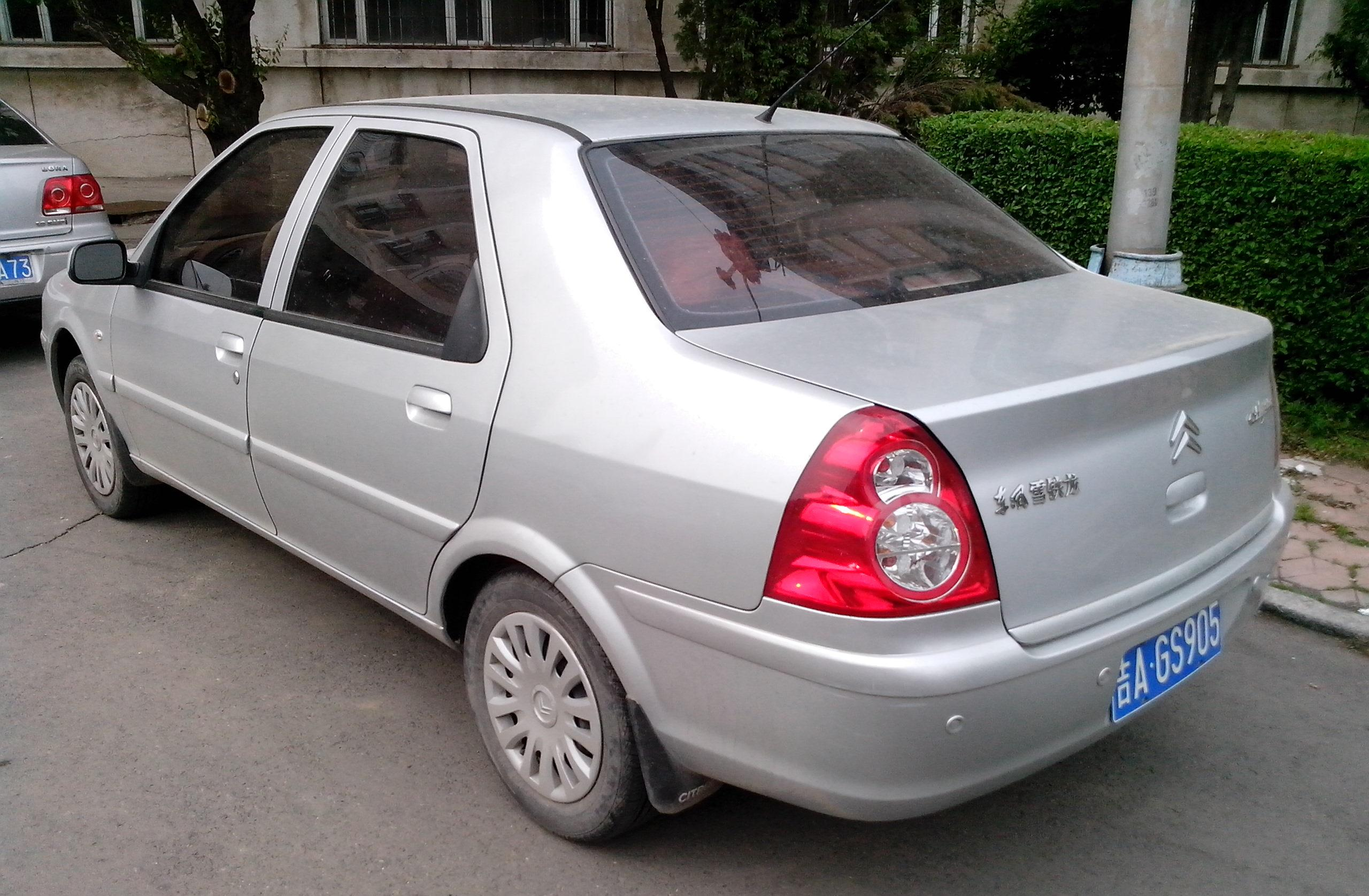
Citroën C-Elysée - tył po liftingu

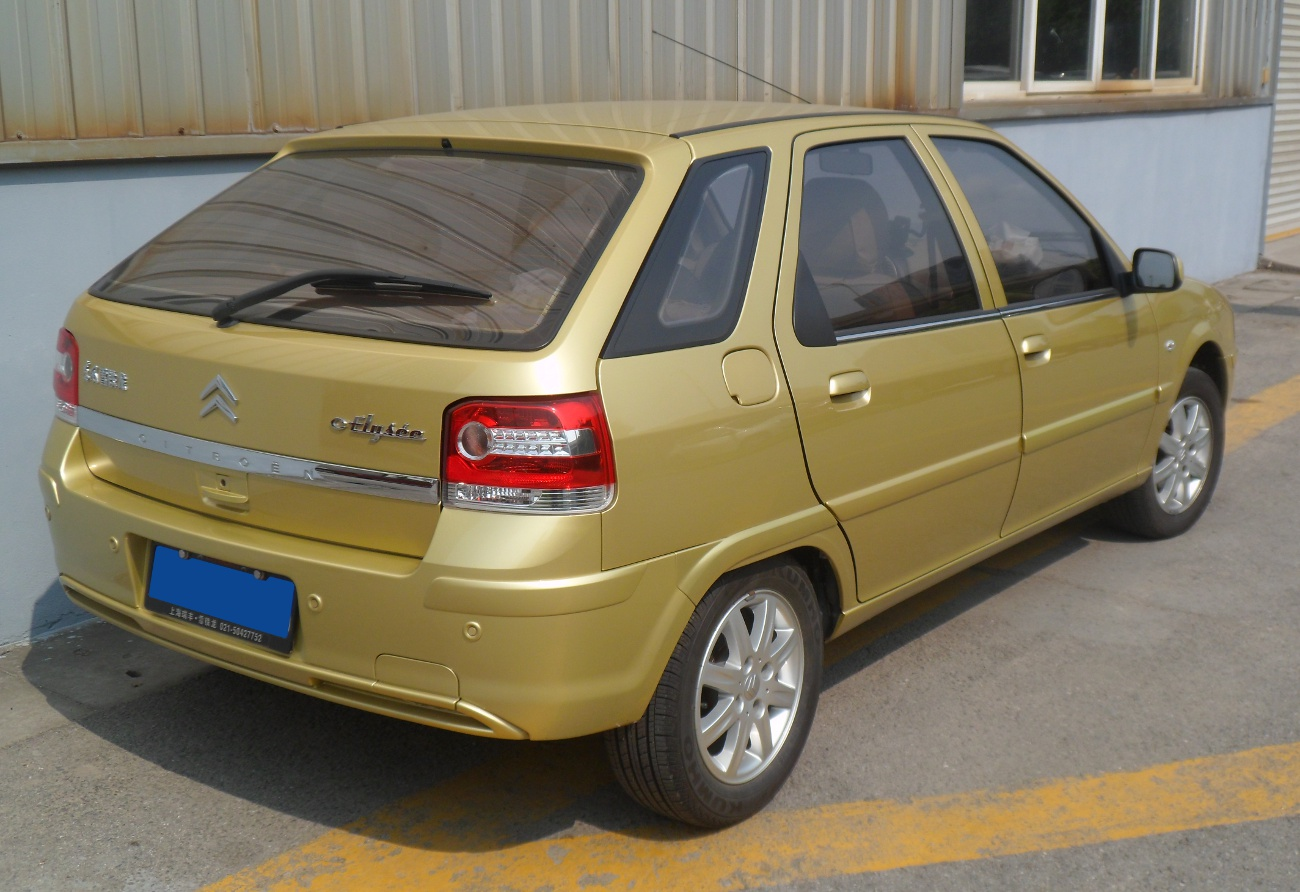
Citroën C-Elysée Hatchback

Citroën C-Elysée I został zaprezentowany po raz pierwszy w lipcu 2002 roku.
Pierwsza generacja, która początkowo nosiła nazwę po prostu Elysée, była kompaktowym sedanem powstałym z myślą o rynku chińskim. Produkcją zajmowała się tamtejsza spółka Dongfeng Peugeot-Citroën Automobile, która była joint venture pomiędzy francuskim PSA oraz chińskim Dongfeng Motor. Produkowany od 2003 roku.
Elysée jest zmodernizowaną wersją modelu Fukang, z kolei oparty został na europejskim Citroënie ZX. Oprócz tego wiele części użytych w jego budowie pochodzi od modelu Xsara. Model był nieco lepiej wyposażony niż Fukang, przez kilka lat oba samochody produkowane były równolegle, ostatecznie jednak zakończono montaż modelu Fukang. Pojazd często poddawany był mniejszym lub większym modernizacjom wyglądu nadwozia.

### Lifting i zmiana nazwy
W 2008 roku przeprowadzono gruntowny facelifting, nazwę modelu zmieniono przy tym na Citroën C-Elysée. W 2009 roku ofertę C-Elysée I poszerzyła wersja hatchback, czyli głęboko zmodernizowany europejski Citroën ZX.

## Druga generacja

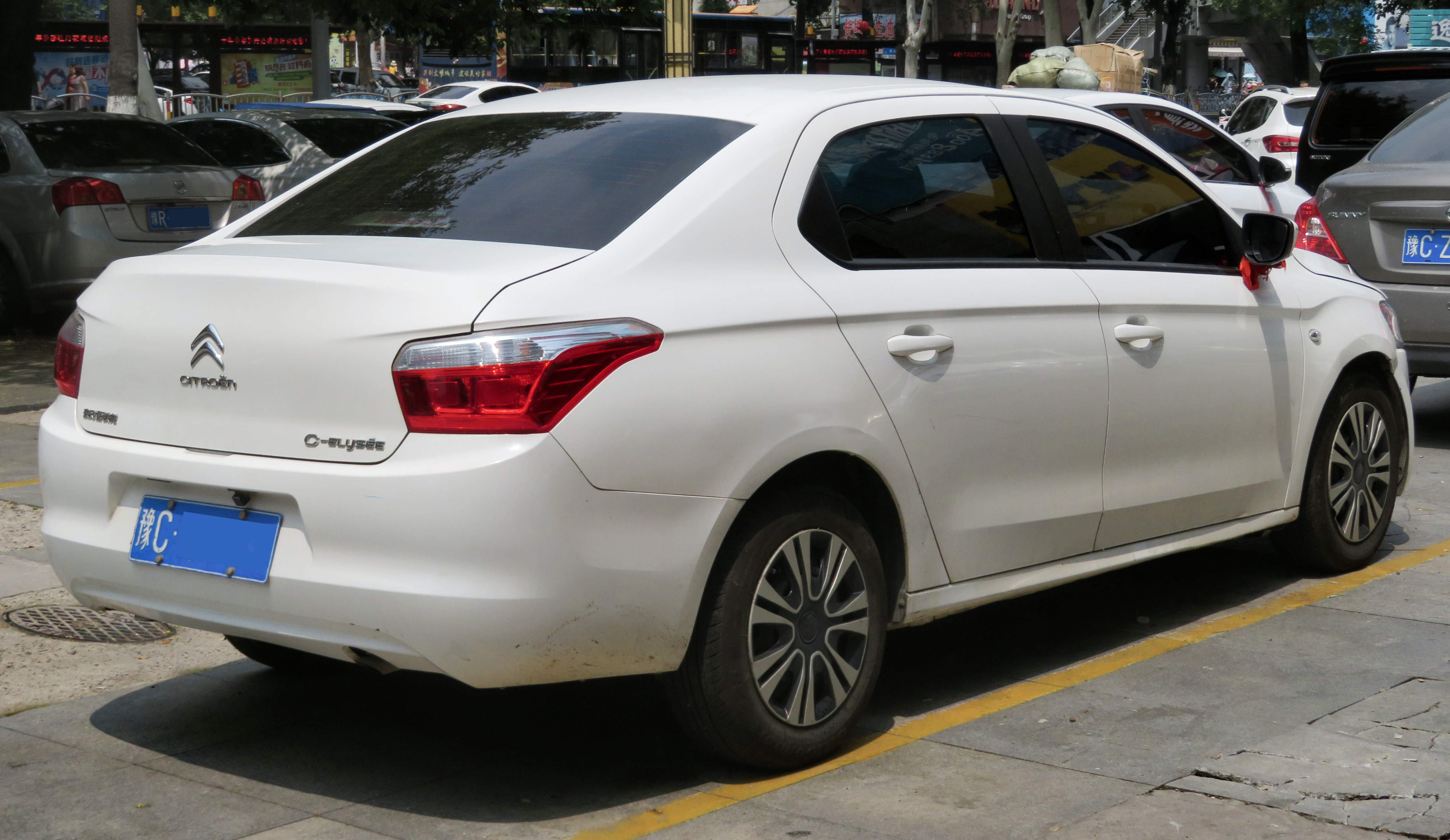
Citroën C-Elysée II - tył

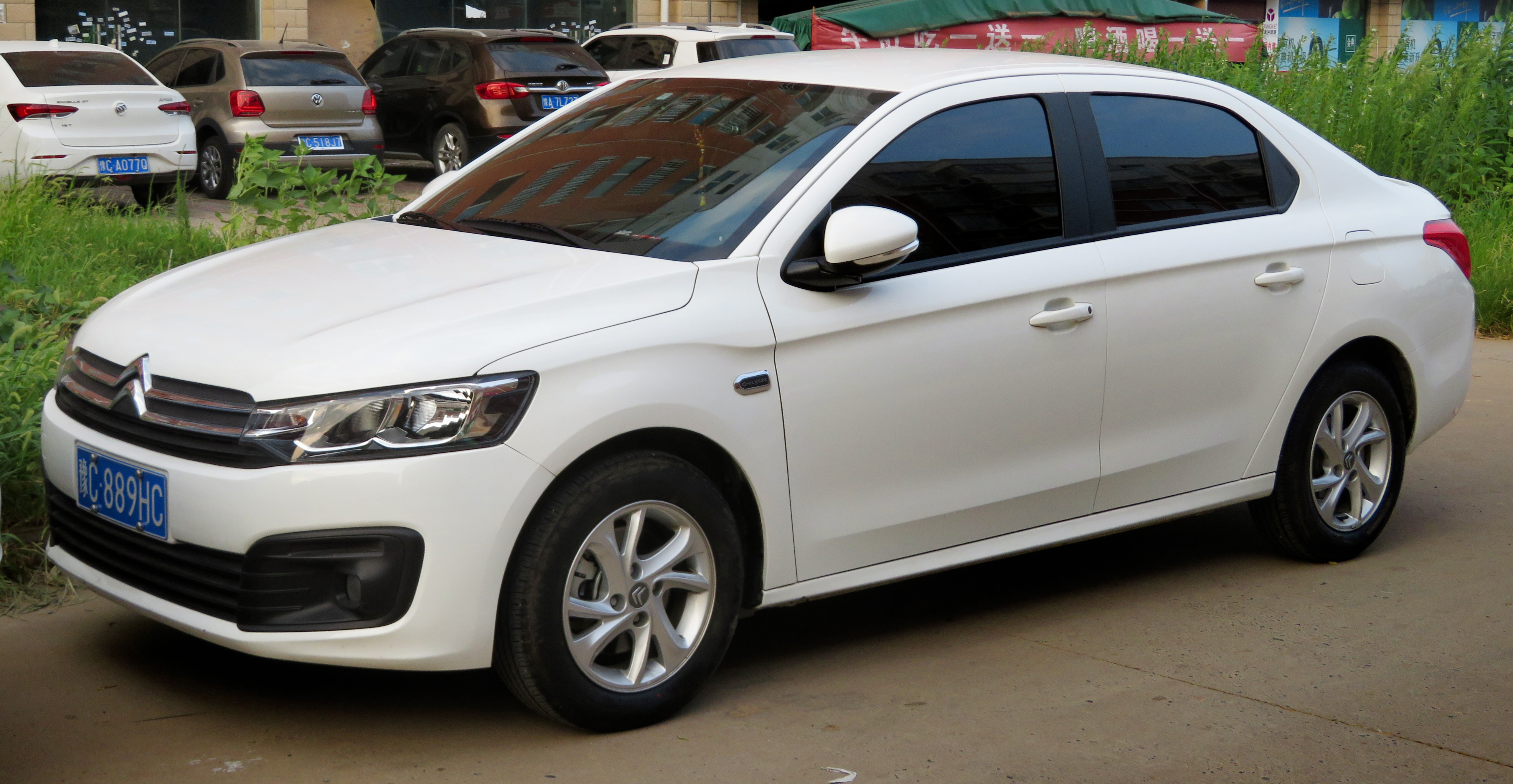
Citroën C-Elysée II po liftingu

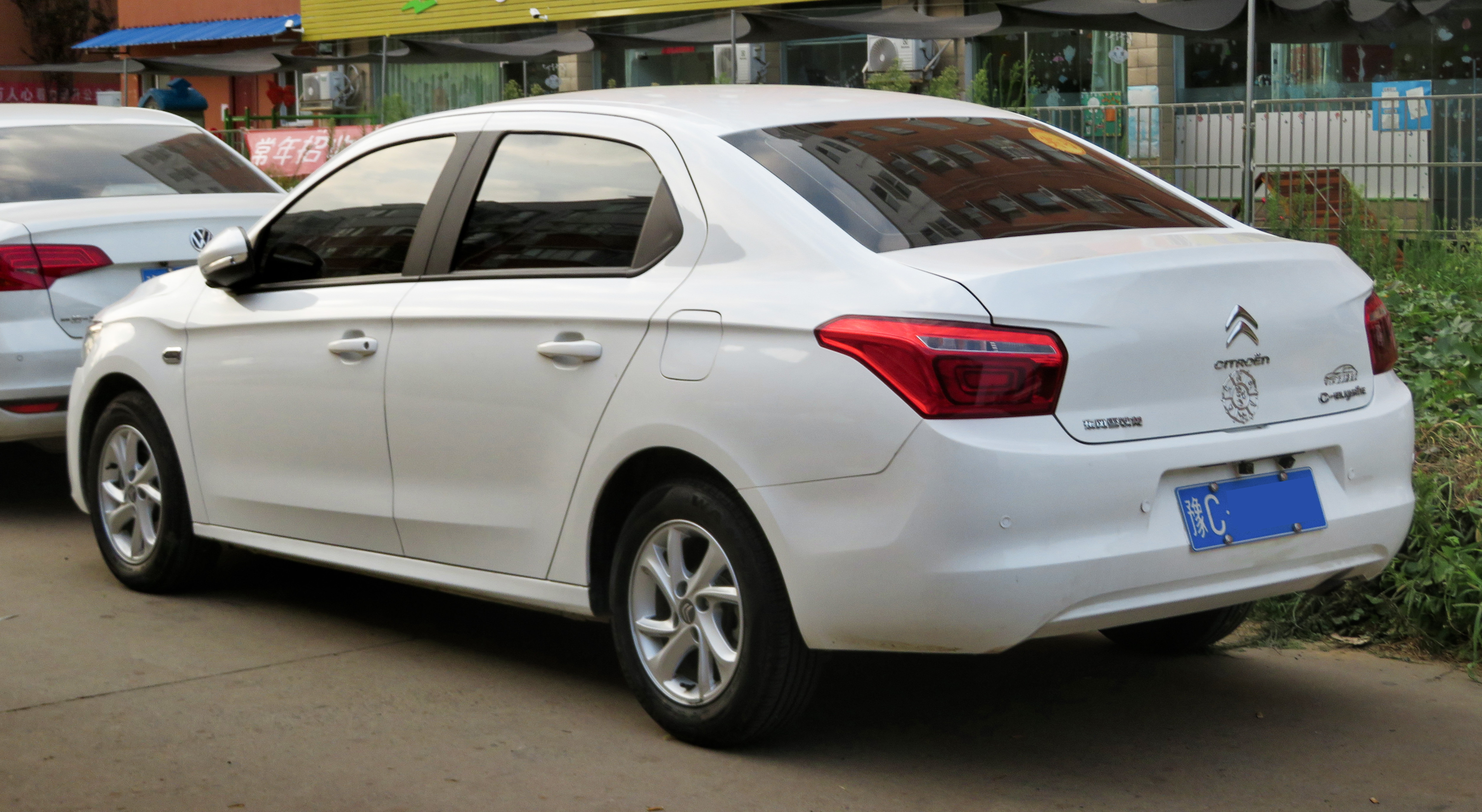
Citroën C-Elysée II - tył po liftingu

Citroën C-Elysée II został zaprezentowany po raz pierwszy w 2012 roku.
Druga generacja C-Elysée to tym razem samochód zaprojektowany od podstaw jako nowa konstrukcja, z przeznaczeniem nie tylko na rynek chiński, ale i pozostałe światowe - w tym, europejski. Bliźniaczym modelem C-Elysee II jest Peugeot 301. Podobnie jak on, sedan Citroena jest w zamyśle budżetowym autem rodzinnym.
Sprzedaż pojazdu ruszyła na początku 2013 roku. Płyta podłogowa C-Elysée pochodzi z modelu C3. Została ona wydłużona, a nadwozie auta zostało wzmocnione, jego elementy zostały solidnie przymocowane śrubami. Wzmocniono również podwozie, co jest spowodowane przeznaczeniem pojazdu, bowiem powstał on z myślą o krajach rozwijających się.

### Lifting
W 2016 roku samochód przeszedł face lifting. Zmieniono m.in. atrapę chłodnicy i reflektory przednie (które od teraz tworzą jedną linię), zderzak przedni, światła tylne. Wprowadzono również nowe wzory felg i odcienie lakieru. We wnętrzu wprowadzono m.in. nowe elementy dekoracyjne, zmieniono zegary a centralne miejsce deski rozdzielczej zajął miejsce 7-calowy ekran dotykowy stacji multimedialnej.

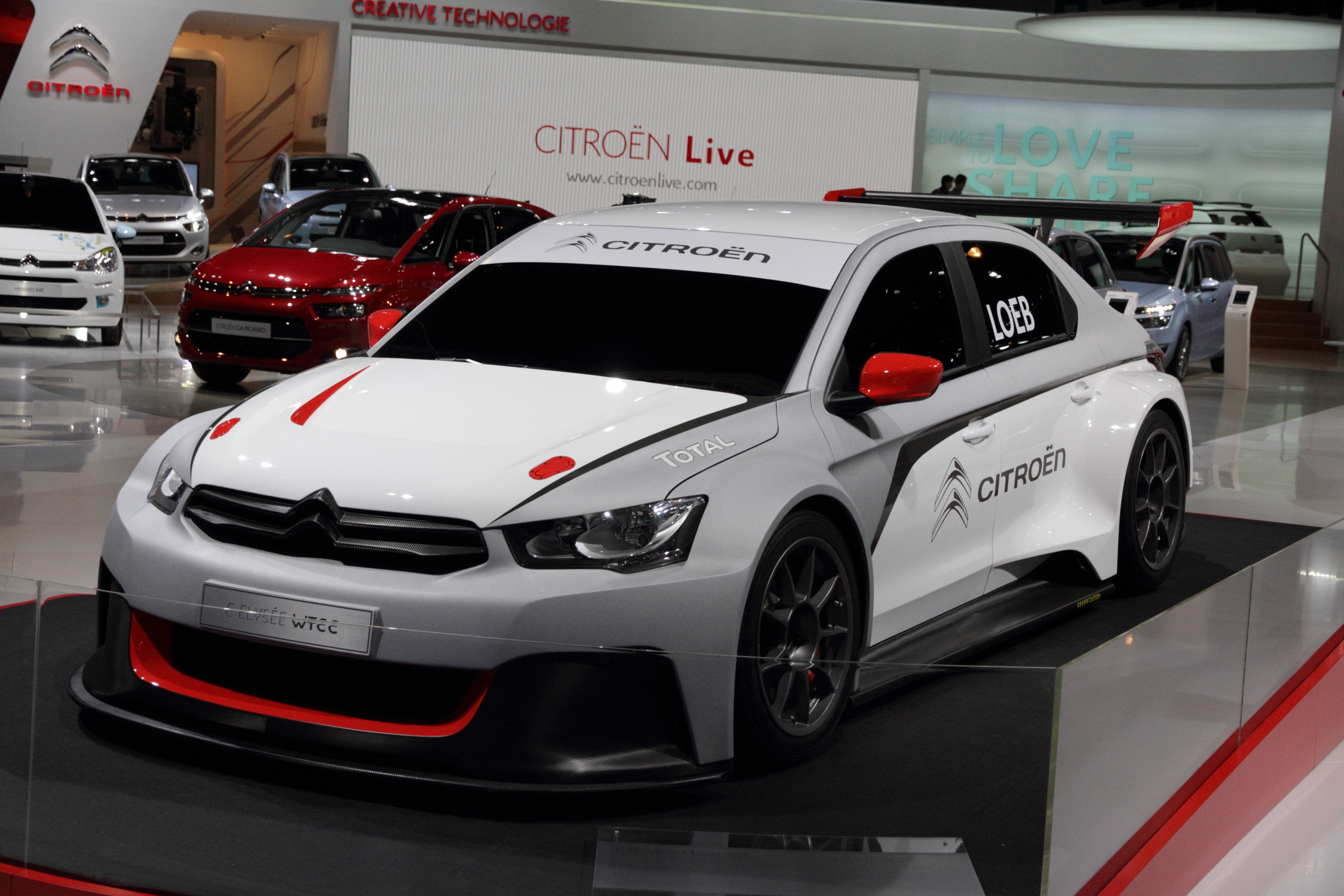
Citroën C-Elysée WTTC

W 2022 roku ma zadebiutować trzecia generacja modelu.

### Wersje wyposażenia
- Attraction
- Seduction
- More Life
- Exclusive

W wersji podstawowej wyposażenie obejmuje m.in. ABS, ESP, cztery poduszki powietrzne i centralny zamek.